# Sigrid Wahlström
Sigrid Wahlström-de Rougemont, född 15 juli 1888 i Kårböle i Färila socken i Gävleborgs län, död 28 september 1984 i Stockholm, var en svensk målare.
Hon var dotter till köpmannen P.E. Wahlström och hans hustru född Larsson och från 1917 gift med Philippe de Rougemont samt blev mor till Béatrice Glase. Wahlström studerade först konst i Schwerin innan hon fortsatte sina studier för Oscar Björck och Emerik Stenberg vid Konstakademien i Stockholm 1907–1909, därefter reste hon till Paris där hon först studerade för Fernand Léger och senare för Maurice Denis vid Académie Ranson. Separat ställde hon bland annat ut på Gummesons konsthall 1916, Louis Hahnes konstsalong 1946 och i Gävle, Malmö, Linköping, Hudiksvall samt Galerie Bernheim June-Dauberville i Paris. Tillsammans med Sigrid Fridman ställde hon ut i Köpenhamn 1919 och tillsammans med sin man ställde hon ut i Eskilstuna 1939 samt med Stig Jonzon i Kalmar 1951. Hennes konst består av stilleben, porträtt, figurer, barnskildringar och landskap utförda i olja. Wahlström är representerad vid Nationalmuseum. Hon är begravd på Norra begravningsplatsen utanför Stockholm.